# Felipe Staiti
Felipe Daniel Staiti (Mendoza, Argentina, 29 de agosto de 1961) es un músico y compositor argentino. Es conocido por ser el guitarrista, actual vocalista y miembro fundador del grupo de rock Enanitos Verdes. Había iniciado su carrera musical junto al bajista Marciano Cantero y el baterista Daniel Piccolo, junto a los cuales fueron fundadores de la mencionada banda de rock argentino. Tras el fallecimiento de Cantero en 2022, asumió el rol de vocalista, a la vez de ser el único miembro fundador activo de la misma.

## Biografía
Inicia sus estudios musicales a los nueve años en el Instituto Cuyano de Cultura Musical. De ese año es su primera pieza musical que llamó "Canoa".
Cuando tenía 17 años, y debido a la influencia de bandas como Deep Purple y su amor por la guitarra eléctrica, forma su propio grupo al que llama Esencia Natural.

## Enanitos Verdes
Junto a Marciano Cantero y Daniel Piccolo decide fundar en 1979 la banda Enanitos Verdes. En 1984 el trío es invitado a participar en el "Festival de La Falda". Ese año el grupo fue elegido "Grupo Revelación" del Festival y desde ese momento, comienza la carrera ascendente de la banda, con la que sigue hasta el presente. Felipe ha utilizado un sinfín de guitarras pero actualmente se destaca su fender clásica de los 70s que caracteriza el sonido de Enanitos Verdes con su cálido sonido y solos armoniosos así como diversas técnicas en el uso del trémolo.

## Felipe Staiti Trío y otros
Una actividad constante ha sido la de producir bandas rock de distintos lugares del mundo: Malos Hábitos (Nicaragua), Dr. Hizteria (EE. UU.), Sanjay (India) y de la Argentina como Santos del Fuego, La Jarillera, Los Alfajores de la Pampa Seca, Ultramandaco, Cobalto, La Vena, La mancha de Rolando, entre otras.
En 2009, Felipe presenta un proyecto paralelo: el Felipe Staiti Trío, conformado con él en guitarra, Gerardo Lucero en bajo y su hijo Natalio Staiti en batería y percusión. El disco homónimo fue lanzado el 31 de octubre de 2009, con Juan Pablo Staiti -su otro hijo y actual segunda guitarra de Enanitos Verdes- en guitarra y Coral. Se ha colocado en los más altos puestos de todos los guitarristas latinos, de los más respetados y admirados en el resto del mundo.

## Vinos Felipe Staiti
En 2013 Staiti presentó dos varietales con su firma, convirtiéndose en el primer músico mendocino que posee su propia línea de vinos con una etiqueta que lleva su nombre. Nacido de una idea de Marcelo Pelleriti (bautizado como "el enólogo del rock") el guitarrista lanzó dos variedades: Syrah y Malbec. El vino ha sido realizado en la bodega Monteviejo, ubicada en Vista Flores en Tunuyán, Mendoza. Felipe Daniel Staiti

## Reconocimientos
En septiembre de 2012, la edición argentina de la Rolling Stone, consideró a Staiti, como el 62.º mejor guitarrista del rock argentino.